# Ask the Angels
Ask the Angels è un brano musicale scritto da Patti Smith e Ivan Král, pubblicato come singolo discografico dal Patti Smith Group nel 1977 ed incluso nell'album Radio Ethiopia.

## Tracce
- 7"

1. Ask the Angels
2. Time Is on My Side (Live)

## Cover
- I Chemical People pubblicano una loro cover nell'EP Angels & Devils del 1990.
- I The Distillers incidono una cover del brano nel loro album di debutto The Distillers (2000).